# Petrohradský paradox
Petrohradský paradox přednesl roku 1738 Daniel Bernoulli před Petrohradskou akademií věd (předchůdce dnešní Ruské akademie věd). Jde o klasické pojednání o pravděpodobnosti, v němž rozebral následující paradox. Představme si hru, v níž se hází mincí, a to tak dlouho, dokud na ní nepadne „hlava“ („panna“), čímž hra končí. Výhra v této hře je závislá na pořadí posledního hodu, tedy toho, ve kterém poprvé padne hlava, a to tak, že pokud padne v prvním hodu, je výhra 1 dukát, padne-li v druhém, jsou to 2 dukáty, ve třetím 4, ve čtvrtém 8 atd. Výši výhry v této hře lze tedy zobecnit do vzorce {\displaystyle 2^{n-1}}, kde n je pořadí hodu, v němž padla hlava. Pravděpodobnost, že v každém jednom hodu mincí padne hlava, je 50%, tedy 0,5. Ale protože jde o sérii nezávislých náhodných pokusů, je pravděpodobnost konce hry právě po n-tém hodu rovna {\displaystyle \left({\frac {1}{2}}\right)^{n}}.
Pravděpodobnosti a výše výhry pro prvních pět variant průběhu hry jsou v následující tabulce:
| Výsledky hodů | Pravděpodobnost                 | Výhra |
| ------------- | ------------------------------- | ----- |
| H             | {\displaystyle {\frac {1}{2}}}  | 1     |
| OH            | {\displaystyle {\frac {1}{4}}}  | 2     |
| OOH           | {\displaystyle {\frac {1}{8}}}  | 4     |
| OOOH          | {\displaystyle {\frac {1}{16}}} | 8     |
| OOOOH         | {\displaystyle {\frac {1}{32}}} | 16    |

Nyní nastává otázka, kolik by měl hráč zaplatit za vstup do takovéto hry. Na základě statistických principů je logické vypočítat střední hodnotu výhry, tedy nejpravděpodobněji očekávanou výši výhry. Tu můžeme spočítat jako součet všech součinů pravděpodobnosti a výhry, tedy:
{\displaystyle {\frac {1}{2}}+{\frac {2}{4}}+{\frac {4}{8}}+{\frac {8}{16}}+...}
Pokud hráč souhlasí s n hody mincí bez ohledu na to, zda se hlava objeví, pak je tento součet a tedy i střední hodnota výhry rovna n/2. Pokud však se bude hrát podle pravidel, tedy dokud se neobjeví hlava, pak je n nekonečno a tudíž i n/2 je nekonečno. Z toho plyne, že podle střední hodnoty je optimální cena za vstup do hry nekonečně vysoká. Takovýto závěr není ale prakticky pro nikoho přijatelný. Žádný racionální člověk totiž za vstup do takovéto hry nezaplatí nekonečnou cenu, naopak i lidé s malou averzí k riziku zaplatí jen konečnou sumu, a to ne větší než dvoucifernou a většina lidí dokonce jen jednocifernou. Je to způsobeno tím, že střední hodnota výhry je zkreslena možností astronomické výhry v mizivém procentu případů. A protože racionální lidé tento fakt intuitivně vycítí, nejsou ochotni přistoupit na cenu ve výši střední hodnoty výhry bez ohledu na subjektivní postoj k riziku.

## Kritika
Kritici petrohradského paradoxu napadají zejména předpoklad, že hra může trvat do nekonečna. Třeba proto, že hráč i bankéř jsou smrtelní a tak hra musí skončit nejpozději úmrtím jednoho z nich. A stejně tak zpochybňují výši výhry při delším trvání. To proto, že již po 35 hodech je výhra, byla-li by v amerických dolarech, rovna ceně americké zlaté státní rezervy uložené ve Fort Knox a po dalších třech hodech je to už výše všech bankovních vkladů v USA. Tudíž se nedá očekávat, že by byla reálná možnost vyplacení bankéřem i nižší než takto vysoké výhry.